# Goswin Peter Gath
Goswin Peter Gath (Pseudonyme: Georg Gadner, Schang vum Vugelsang, * 4. Oktober 1898 in Köln; † 15. Oktober 1959 in Sürth) war ein deutscher Schriftsteller. 

## Leben

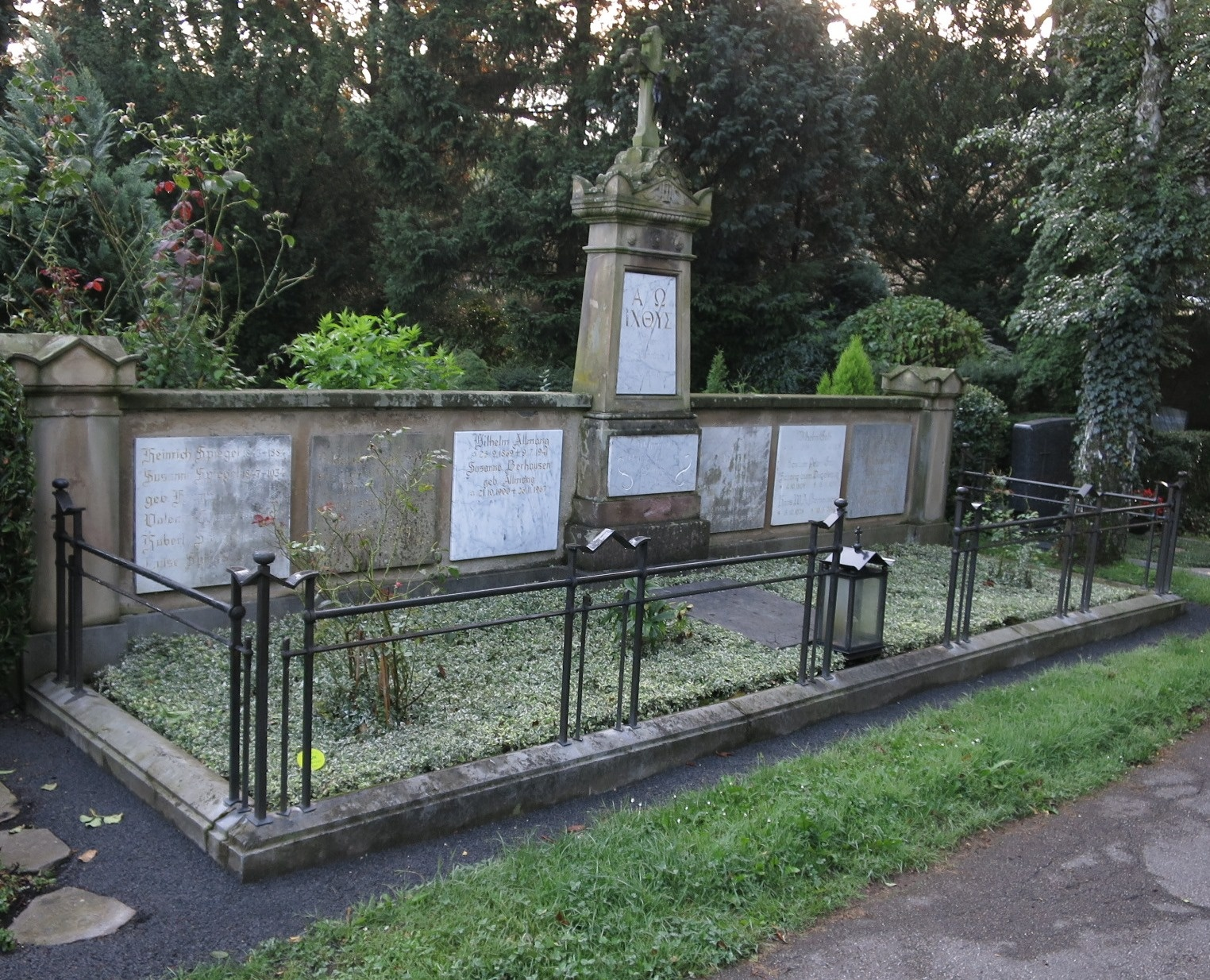
G. P. Gath - Familiengrab

Goswin Peter Gath nahm als Soldat am Ersten Weltkrieg teil. Danach übte er diverse Tätigkeiten aus. In den Dreißigerjahren gehörte er der Autorenvereinigung Rheinische Gruppe an und gab deren Zeitschrift Aufriß heraus. Nach dem Zweiten Weltkrieg schrieb Gath unter dem Pseudonym Schang vum Vugelsang in Kölner Mundart für die Lokalzeitung Kölner Stadt-Anzeiger.
Goswin Peter Gath ist vor allem als Sammler und Nacherzähler 
von Sagen und Legenden aus dem Rheinland hervorgetreten. Daneben schrieb er auf Kölsch Gedichte [Draum un Spill 1947] sowie seit 1935 Hörspiele, teilweise auch in Kölner Mundart.
In Köln-Ehrenfeld wurde eine Straße nach ihm benannt. Gath wurde beigesetzt im Familiengrab auf dem Ehrenfelder Teil des Kölner Melaten-Friedhofs (Flur E4 Nrn.67a-71).

## Werke
- Ausklang im Lied, Pasing 1933
- Der Geburtstag, München 1937
- Kölner Sagen, Legenden und Geschichten, Köln 1939
- Das Naturgeisterbuch, Köln 1941
- Rheinische Sagen, Köln 1943
- Erinnerung und Beschwörung, Köln 1946
- Draum un Spill, Köln 1947
- Rheinische Legenden, Köln-Lindenthal 1947
- Kölner Domsagen, Köln [u. a.] 1948
- Germanische Götterkunde, Kevelaer/Rhld. 1951
- Geschichten von Unserer Lieben Frau, Freiburg 1954
- Siebenhundert Jahre Altenberger Dom, Köln 1955
- Köln, die Grevens und ihr Adreßbuch, Köln 1956
- Kölner Anekdoten, Köln 1957
- Kölner Legenden, Köln 1957
- Sagen und Legenden vom Siebengebirge, Köln 1957
- Kleines Wörterbuch der Kölner Mundart, Köln 1959
- Us dem Hätzenskühlche, Köln 1973

## Herausgeberschaft
- Die schönsten Liebesgedichte der deutschen Literatur, Kevelaer 1950
- Deutsche Liebesbriefe, Kevelaer/Rhld. 1951

| Personendaten    | Personendaten                                               |
| ---------------- | ----------------------------------------------------------- |
| NAME             | Gath, Goswin Peter                                          |
| ALTERNATIVNAMEN  | Gadner, Georg (Pseudonym); Schang vum Vugelsang (Pseudonym) |
| KURZBESCHREIBUNG | deutscher Schriftsteller                                    |
| GEBURTSDATUM     | 4. Oktober 1898                                             |
| GEBURTSORT       | Köln                                                        |
| STERBEDATUM      | 15. Oktober 1959                                            |
| STERBEORT        | Sürth                                                       |